# O Garanhão no Lago das Virgens
O Garanhão no Lago das Virgens é um filme brasileiro de 1977, com direção de Marcos Lyra.

## Elenco[1]
- Marta Anderson -Renata
- Beth Buarque
- Kleber Drable -Orlando
- Ivone Gomes
- Élida L'Astorina
- Lenilda Leonardi
- Marcos Lyra - Horácio
- Marta Moyano -Danielle
- Fernando Reski - Marcos
- Betty Saddy
- Iara Stein